# Greenomyia theresae
Greenomyia theresae är en tvåvingeart som beskrevs av Loïc Matile 2002. Greenomyia theresae ingår i släktet Greenomyia och familjen svampmyggor. Inga underarter finns listade i Catalogue of Life.